# Orgeux
Orgeux és un municipi francès, situat al departament de la Costa d'Or i a la regió de Borgonya - Franc Comtat. L'any 2007 tenia 450 habitants.

## Demografia

### Població
El 2007 la població de fet d'Orgeux era de 450 persones. Hi havia 167 famílies, de les quals 23 eren unipersonals (4 homes vivint sols i 19 dones vivint soles), 62 parelles sense fills, 70 parelles amb fills i 12 famílies monoparentals amb fills.
La població ha evolucionat segons el següent gràfic:
Habitants censats

### Habitatges
El 2007 hi havia 170 habitatges, 167 eren l'habitatge principal de la família i 4 estaven desocupats. 168 eren cases i 2 eren apartaments. Dels 167 habitatges principals, 150 estaven ocupats pels seus propietaris, 14 estaven llogats i ocupats pels llogaters i 3 estaven cedits a títol gratuït; 2 tenien dues cambres, 10 en tenien tres, 36 en tenien quatre i 119 en tenien cinc o més. 154 habitatges disposaven pel capbaix d'una plaça de pàrquing. A 52 habitatges hi havia un automòbil i a 111 n'hi havia dos o més.

### Piràmide de població
La piràmide de població per edats i sexe el 2009 era:
| Homes | Edats   | Dones |
| ----- | ------- | ----- |
| 0     | 95 o +  | 0     |
| 0     | 90 a 94 | 0     |
| 0     | 85 a 89 | 0     |
| 0     | 80 a 84 | 0     |
| 4     | 75 a 79 | 0     |
| 4     | 70 a 74 | 4     |
| 8     | 65 a 69 | 16    |
| 12    | 60 a 64 | 8     |
| 24    | 55 a 59 | 20    |
| 12    | 50 a 54 | 16    |
| 0     | 45 a 49 | 12    |
| 8     | 40 a 44 | 4     |
| 24    | 35 a 39 | 12    |
| 8     | 30 a 34 | 20    |
| 8     | 25 a 29 | 4     |
| 0     | 20 a 24 | 0     |
| 4     | 15 a 19 | 0     |
| 8     | 10 a 14 | 8     |
| 20    | 5 a 9   | 16    |
| 12    | 0 a 4   | 20    |

## Economia
El 2007 la població en edat de treballar era de 299 persones, 215 eren actives i 84 eren inactives. De les 215 persones actives 207 estaven ocupades (105 homes i 102 dones) i 8 estaven aturades (4 homes i 4 dones). De les 84 persones inactives 43 estaven jubilades, 30 estaven estudiant i 11 estaven classificades com a «altres inactius».

### Ingressos
El 2009 a Orgeux hi havia 174 unitats fiscals que integraven 475 persones, la mediana anual d'ingressos fiscals per persona era de 23.441 €.

### Activitats econòmiques
Dels 14 establiments que hi havia el 2007, 5 eren d'empreses de construcció, 3 d'empreses de comerç i reparació d'automòbils, 2 d'empreses d'hostatgeria i restauració, 2 d'empreses de serveis, 1 d'una entitat de l'administració pública i 1 d'una empresa classificada com a «altres activitats de serveis».
Dels 4 establiments de servei als particulars que hi havia el 2009, 2 eren paletes i 2 lampisteries.
L'any 2000 a Orgeux hi havia 3 explotacions agrícoles que ocupaven un total de 420 hectàrees.

## Poblacions més properes
El següent diagrama mostra les poblacions més properes.